# 2010 WC9

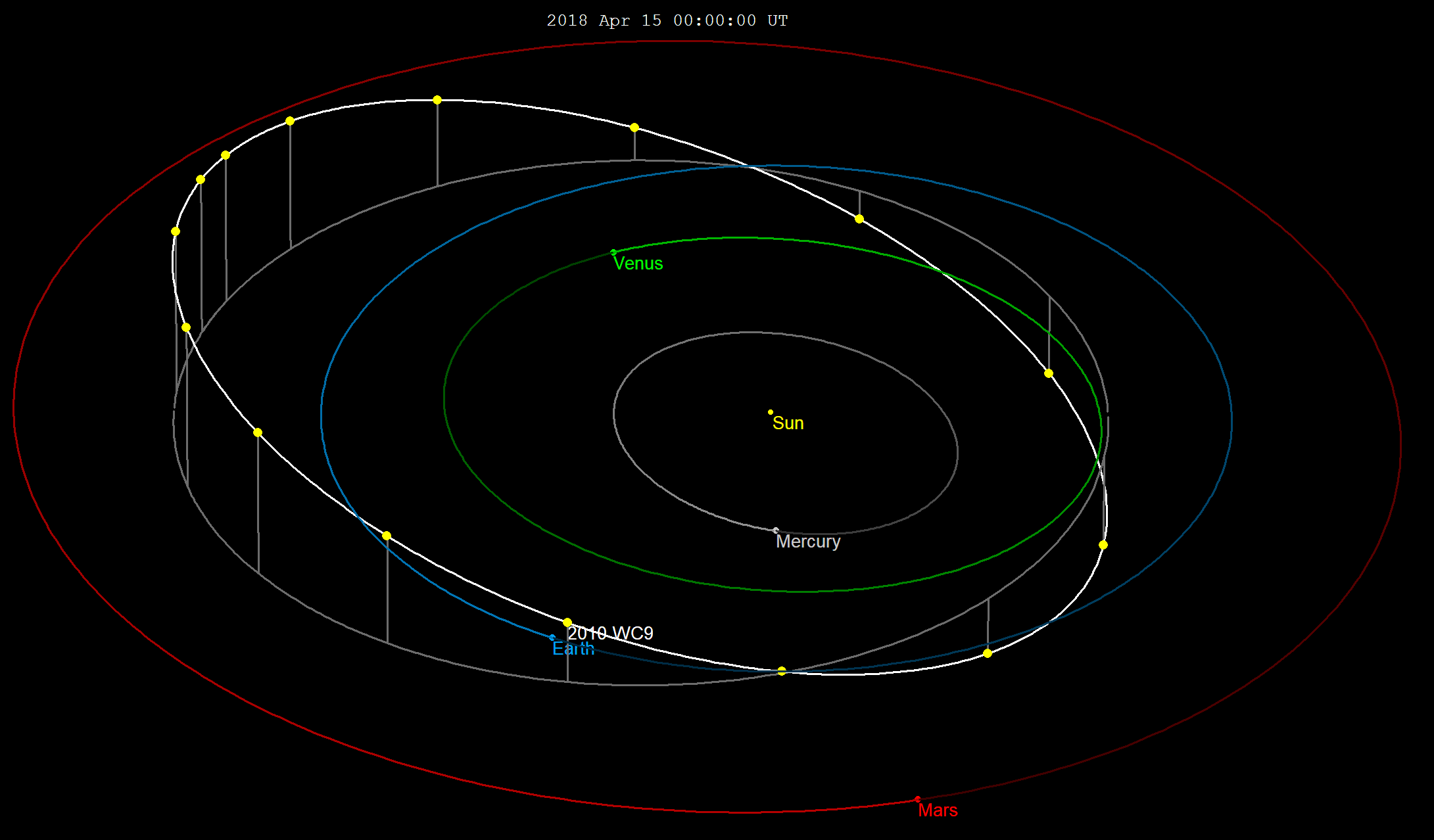
Orbite de l'astéroïde 2010 WC9, avec des marqueurs de position tous les 30 jours.

2010 WC9 est un astéroïde Apollon découvert fin 2010 puis perdu moins d'un mois après. Il est redécouvert le 8 mai 2018, une semaine avant un passage rapproché avec la Terre et la Lune.

## Passage près de la Terre et de la Lune de mai 2018
Il est prévu que 2010 WC9 passe à (202 958 ± 24) kilomètres (environ 0,53 distance lunaire) de la Terre le 15 mai 2018 à 22 h 5 TDB. Quelques heures plus tard, le 16 mai 2018 à 4 h 6 TDB, il passera à (433 748 ± 30) kilomètres de la Lune.